# Љескаре
Љескаре су насељено мјесто у граду Приједор, Република Српска, БиХ. Према попису становништва из 2013. године, у насељу је живјело 426 становника.

## Становништво
| Демографија | Демографија | Демографија |
| Година      | Становника  | Становника  |
| ----------- | ----------- | ----------- |
| 1961.       | 326         |             |
| 1971.       | 321         |             |
| 1981.       | 646         |             |
| 1991.       | 611         |             |
| 2013.       | 426         |             |